# Gulag

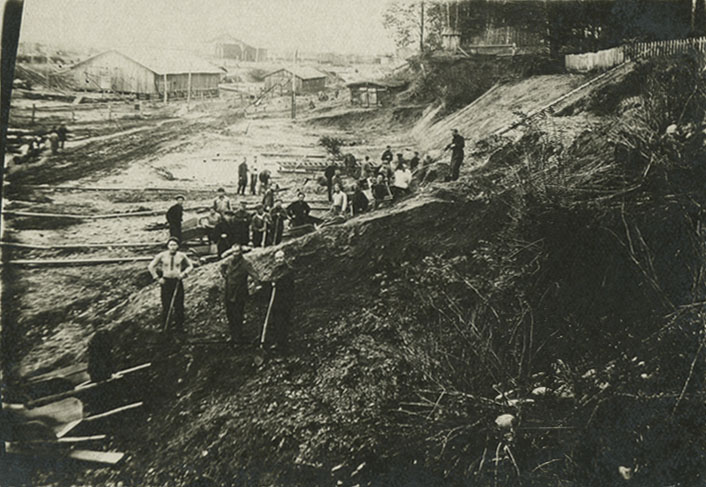
Escena de treball a un Gulag, entre 1936–1937.

Gulag  (Pronunciació) (?·pàg.) (del rus ГУЛАГ: Гла́вное управле́ние исправи́тельно-трудовы́х лагере́й и коло́ний, Glàvnoie upravliénie ispravítielno-trudovikh laguerei i kolonii, «Direcció General de Camps i Colònies de Treball i de Correcció»), era una institució penal de la Unió Soviètica.
Encara que literalment gulag és un acrònim per a denominar la Direcció General de Camps de Treball, amb el temps, i segons explica l'escriptora Anne Applebaum en el seu llibre Gulag: una història:
| « | La paraula gulag ha acabat per denominar no tan sols l'administració dels camps de concentració sinó també el sistema soviètic de treballs forçats mateix, en totes les seves formes i varietats: camps de treball, de càstig, de criminals i polítics, de dones, de nens o de trànsit. Fins i tot s'ha anomenat gulag el sistema soviètic de repressió, l'aplec de procediments que els presoners van anomenar triturador de carn: les detencions, els interrogatoris, el transport en vehicles de bestiar, el treball forçós, la destrucció de famílies, els anys perduts a l'exili, les morts prematures i innecessàries. | » |

Era la branca del servei de seguretat i la policia soviètica que dirigiria el sistema penal de camps de treballs forçosos, de presoners i de trànsit. Mentre aquests camps albergaven criminals de tota classe, el sistema gulag ha estas conegut principalment com un lloc per a presoners polítics i com un mecanisme de repressió contra l'oposició política a l'Estat soviètic. Encara que va empresonar milions de persones, el nom es va fer conegut a l'occident únicament després de la publicació en 1973 d'Arxipèlag Gulag, d'Aleksandr Soljenitsin, que va comparar els dispersos camps com una sèrie d'illes.

## Terminologia
Alguns autors es refereixen a totes les presons i camps de concentració de la història soviètica (1917-1991) com els gulags. A més, últimament el terme s'utilitza amb freqüència d'una manera no relacionada amb l'URSS; Per exemple, en expressions com el gulag de Corea del Nord o fins i tot el gulag privat dels Estats Units. Cal tenir en compte també que l'acrònim rus, mai en plural, no descriu un camp particular sinó la institució governamental encarregada de tot el sistema de camps.
El terme «camp de treball correctiu» va ser establert per a ús oficial pel Consell de Comissaris del Poble de l'URSS (Sovnarkom) l'11 de juliol de 1929, com a reemplaçament del terme «camp de concentració», comunament usat fins aleshores. El 7 d'abril del 1930 l'Sovnarkom va aprovar l'ordre sobre el funcionament dels camps de treballs correctius.
El terme col·loquial per a un presoner del gulag soviètic era zeka, zek. En rus, «pres», «empresonat» és заключённый (zakliutxionni), normalment abreujat a «з/к» en escrits, pronunciat com a «зэка» (ze-CA), i gradualment transformat en «зэк» (zek) i «зек» (ziek). La paraula encara s'utilitza en la llengua col·loquial, sense relació amb els camps de treball. En principi «з/к» va ser un acrònim de заключенный каналостроитель (zakliutxionni kanalostroïtel, «pres constructor de canals»), denominació donada als membres de la mà d'obra esclava que construïa el canal Volga-Don. Més tard el terme va ser reescrit per a significar únicament zakliutxionni («pres»).

## Varietat

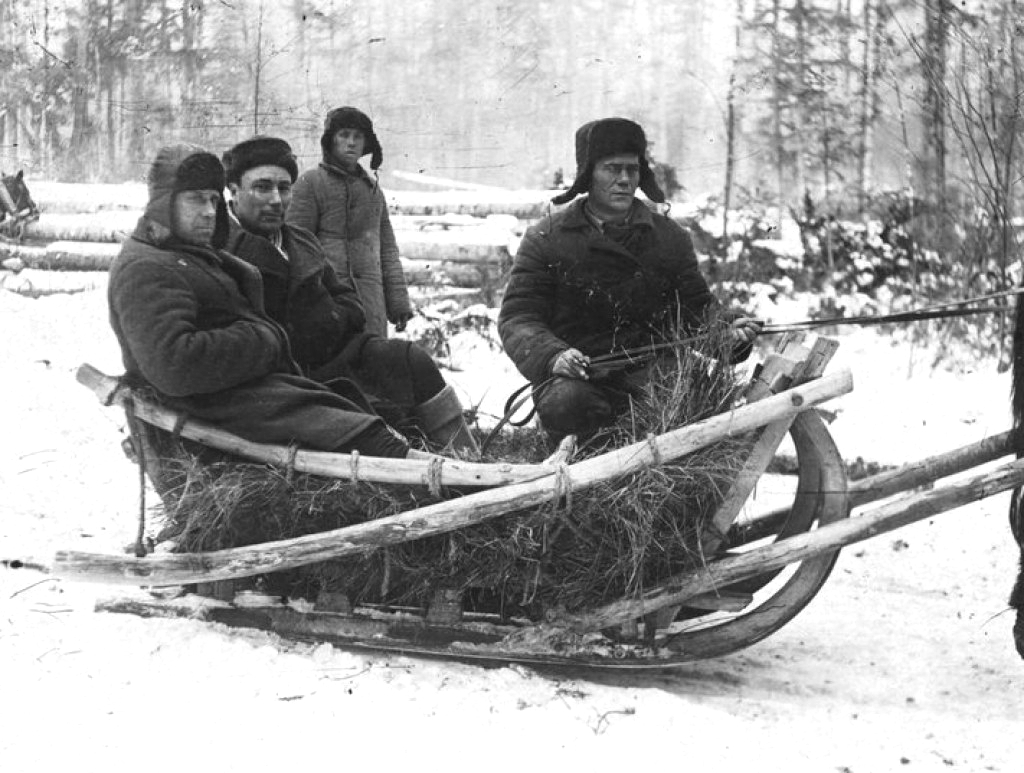
Presoners d'un Gulag, entre 1936-1937.

A més de les categories més comunes de camps que practicaven un dur treball físic i presons de diversos tipus, també en van existir altres formes.
- Xaraixka (шарашка, «el lloc dels ganduls») van ser laboratoris secrets d'investigació, on els científics detinguts i convictes, alguns d'ells destacats, van estar desenvolupant noves tecnologies de forma anònima, i portant a terme investigacions.

- Psikhuixka (психушка, «la casa dura»), el tractament mèdic forçós d'empresonament psiquiàtric va ser usat, en lloc dels camps, per a aïllar i enfonsar presoners polítics. La pràctica es va fer molt més comuna després del desmantellament oficial del sistema del gulag.

- Camps especials o zones per a nens (en l'argot del gulag: малолетки, maloletki, «menors d'edat»), per a discapacitats (en Spassk), i per a mares (мамки, mamki) amb bebès. Aquestes categories es considerava que no produïen resultats d'utilitat i amb freqüència van ser objecte de més abusos.

- Camps per a «esposes de traïdors a la pàtria» (va haver-hi una categoria especial de repressió: «membre de família traïdora de la pàtria» (ЧСИР, член семьи изменника Родины, TxSIR, txlen sem'í izménnika Ródiny).

- Sota la supervisió de Lavrenti Béria, que liderava l'NKVD i el programa soviètic de bomba atòmica fins a la seva defunció en 1953, milers de zeks van ser usats per a extreure urani i preparar instal·lacions per a les proves a Nova Terra, Illa Vaigatx iSemipalàtinsk, a més d'altres llocs. Els informes ens diuen a més que els presoners del gulag van ser utilitzats en els primeres proves nuclears (la primera va ser desenvolupada a Semipalàtinsk en 1949) en àrees de descontaminació radioactiva i submarins nuclears.

## Història
Les instal·lacions dels diferents tipus de camps de detenció van ser aixecades a partir de 1918, com una extensió reformada dels antics camps de treball de l'Imperi rus (kàtorga, kàtorgues), que van estar operatius a Sibèria i altres llocs. Els dos tipus principals van ser els «camps especials de Ve-Txe-Ka» (особые лагеря ВЧК) i els camps de treball forçós (лагеря принудительных работ). Van ser instal·lats per a diverses categories de persones considerades perilloses per a l'Estat: per a delinqüents comuns, per a presoners de la Guerra Civil Russa, per a oficials acusats de corrupció, sabotatge i malversació, diversos enemics polítics i dissidents, així com antics aristòcrates, homes de negocis i terratinents.
La base legal i l'orientació per a la creació del sistema de «camps de treball correctius» (en rus: исправительно-трудовые лагеря, Ispravítiel'no-trudovyie lagierià), la columna vertebral del que es denomina comunament com el gulag, va ser el decret secret del Sovnarkom de l'11 de juliol del 1929 sobre la utilització de les presons de treball, repetit en l'apèndix equivalent de la reunió del Politburó del 27 de juny de 1929.
El gulag va ser establert oficialment com una institució de tota la Unió i com una administració principal de l'OGPU, la policia secreta soviètica, el 25 d'abril de 1930 com el «ULAG» per l'ordre 130/63 de l'OGPU d'acord amb l'ordre de Sovnarkom 22, p. 248, datada el 7 d'abril de 1930 i va ser rebatejat com a gulag el novembre.
A principi dels anys 1930, un dràstic increment de la política penal soviètica va produir un increment significatiu de la població dels camps de presoners. Durant el període del Gran Terror (1937-1938), la majoria de les detencions arbitràries en massa provocaren un altre increment en el nombre de reclusos. Durant aquests anys, centenars o milers d'individus van ser detinguts i sentenciats a llargs períodes de presó d'acord amb algun dels múltiples passatges del conegut article 58 dels Codis Criminals de la Unió de Repúbliques, que sancionava diverses formes d'«activitats contrarevolucionàries».
Les hipòtesis que consideracions econòmiques van ser responsables de les detencions en massa durant el període de l'estalinisme han estat refutades d'acord amb els antics arxius soviètics que van ser accessibles des dels anys 1990. No obstant això, el desenvolupament del sistema de camps va seguir línies econòmiques. El creixement del sistema de camps va coincidir amb el cim de la campanya d'industrialització soviètica. Per aquest motiu, a la majoria dels camps establerts per a allotjar a les masses de presoners que anaven arribant els van ser assignades diferents tasques econòmiques. Aquestes incloïen l'explotació dels recursos naturals i la colonització d'àrees remotes així com la realització d'enormes instal·lacions d'infraestructures i la construcció de projectes industrials.
En 1931–1932, el gulag tenia aproximadament 200.000 presoners en els camps; en 1935 aproximadament 800.000 en camps i 300.000 en colònies (mitjana anual), i en 1939 prop d'1,3 milions en camps i 350.000 en colònies.
Durant la Segona Guerra Mundial, la població del gulag va descendir bruscament, a causa de l'alliberament de centenars de milers de presoners que van ser reclutats i enviats directament a les línies del front (amb freqüència en batallons de presos, que van ser enviats a les batalles més perilloses i van experimentar unes tremendes taxes de baixes) i a un excessiu increment de la mortalitat en 1942-1943. Després de la Segona Guerra Mundial, el nombre de presos en els camps de presoners i colònies va tornar a créixer bruscament, arribant a aproximadament 2,5 milions de persones a principi dels anys 1950 (sobre 1,7 milions d'ells en camps). Mentre alguns d'ells eren desertors i criminals de guerra, també havia presoners de guerra russos repatriats i «treballadors de l'est», que van ser universalment acusats de traïció i «cooperació amb l'enemic» (formalment, van fer treballs per als nazis). També van ser enviats allí gran nombre de civils de territoris russos que van caure sota l'ocupació estrangera, i de territoris que es va annexionar la Unió Soviètica després de la guerra. No era infreqüent per als supervivents dels camps de concentració nazis ser traslladats directament als camps de treball soviètics.
Oficialment, el gulag va ser liquidat per l'ordre 20 de l'MVD de 25 de gener de 1960.
Les morts totals documentades en el sistema de camps de treball correctius i colònies des de 1930 a 1956 ascendeixen a 1.606.748, incloent presoners comuns i polítics. Cal tenir en compte que aquesta dada no inclou més de 800.000 execucions de «contrarevolucionaris» durant el període del Gran Terror, ja que van ser duts fora del sistema de camps i ajusticiats per separat. Des de 1932 a 1940, almenys 390.000 camperols van morir en llocs d'assentament forçós de treball. El nombre de persones que van ser presoneres en un lloc o un altre és molt major i molts dels supervivents van sofrir danys físics o psicològics permanents. Les morts en alguns camps estan documentades més minuciosament que en d'altres.